# نائوکو کیجیموتا
 نائوکو کیجیموتا (انگلیسی: Naoko Kijimuta؛ زادهٔ ۲۶ مارس ۱۹۷۲) یک تنیس‌باز اهل ژاپن است.